# 리브라주드현

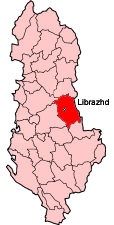
리브라주드 현의 위치

리브라주드현(알바니아어: Rrethi i Librazhdit)은 알바니아를 구성하는 36개 현 가운데 하나로, 현청 소재지는 리브라주드이며 면적은 1,102km2, 인구는 72,000명(2004년 기준)이다. 행정 구역상으로는 엘바산 주에 속한다.